# 麥拉倫MP4-29
麥拉倫MP4-29（英語：McLaren MP4-29）是蒂姆·戈斯所設計的一輛麥拉倫一級方程式賽車車型，參賽於2014年世界一級方程式錦標賽。這輛車於2014年1月24日亮相，由2009年世界冠軍詹森·巴頓及贏得2013年雷諾方程式3.5系列賽冠軍的新人凱文·馬格努森駕駛。MP4-29被設計來採用梅賽德斯新的1.6升V6渦輪增壓引擎PU106A Hybrid。
MP4-29是繼1988年由艾爾頓·冼拿及亞倫·保魯斯駕駛，在16場比賽中拿下15場勝利及15次桿位的本田引擎MP4/4後，麥拉倫的首輛渦輪動力一級方程式賽車車型。這輛車也是最後一輛使用梅賽德斯引擎動力的麥拉倫車型。

## 賽季
凱文·馬格努森和詹森·巴頓於澳大利亞大獎賽分別以第三及第四名完賽，但因丹尼爾·里卡多的失格而晉升至第二與第三名。這輛車也在此站貼上美孚1號塗裝，以紀念該隊與此品牌的20年合作關係。
在之後幾站的表現並未如澳大利亞一般優異，兩輛車在巴林大獎賽雙雙因技術問題而未能完賽。車隊在整個賽季未能再贏得任何一次頒獎台完賽，雖然在統計上MP4-29是本季最具機械可靠性的車輛，在38次中共有36次符合資格完賽，但他們最終在製造商積分榜上僅取得第五名。

## MP4-29H/1X1
該隊在與本田於2015年展開合作關係前，推出了一輛MP4-29的變型McLaren MP4-29H/1X1。在銀石完成試車後，麥拉倫在阿布達比大獎賽後一周於亞斯碼頭賽道的季前測試出動這輛MP4-29H，由麥拉倫的開發車手斯托弗·范多恩駕駛。這輛車存在著許多問題，在兩天的測試中僅完成了六趟未計時圈。

## 一級方程式賽績
（图例）
| 賽季   | 車隊               | 引擎                  | 輪胎 | 車手          | 大獎賽 | 大獎賽 | 大獎賽 | 大獎賽 | 大獎賽 | 大獎賽 | 大獎賽 | 大獎賽 | 大獎賽 | 大獎賽 | 大獎賽 | 大獎賽 | 大獎賽 | 大獎賽 | 大獎賽 | 大獎賽 | 大獎賽 | 大獎賽 | 大獎賽 | 積分 | 排名 |
| 賽季   | 車隊               | 引擎                  | 輪胎 | 車手          | 澳     | 马     | 巴林   | 中     | 西     | 摩     | 加     | 奥     | 英     | 德     | 匈     | 比     |        | 新     | 日     | 俄     | 美     | 巴西   | 阿‡    | 積分 | 排名 |
| ------ | ------------------ | --------------------- | ---- | ------------- | ------ | ------ | ------ | ------ | ------ | ------ | ------ | ------ | ------ | ------ | ------ | ------ | ------ | ------ | ------ | ------ | ------ | ------ | ------ | ---- | ---- |
| 2014年 | 麥拉倫梅賽德斯車隊 | 梅賽德斯PU106A Hybrid | P    | 凱文·馬格努森 | 2      | 9      | Ret    | 13     | 12     | 10     | 9      | 7      | 7      | 9      | 12     | 12     | 10     | 10     | 14     | 5      | 8      | 9      | 11     | 181  | 第5  |
| 2014年 | 麥拉倫梅賽德斯車隊 | 梅賽德斯PU106A Hybrid | P    | 詹森·巴頓     | 3      | 6      | 17†    | 11     | 11     | 6      | 4      | 11     | 4      | 8      | 10     | 6      | 8      | Ret    | 5      | 4      | 12     | 4      | 5      | 181  | 第5  |

註記：
- †－未完成賽事，但完成原定賽程90%，因而有排名。
- ‡－阿布達比大獎賽將會授予兩倍的積分。